# Idaea prusias
Idaea prusias là một loài bướm đêm trong họ Geometridae.